# Lipki Małe
Lipki Małe (niem. Lipkeschbruch) – wieś w Polsce położona w województwie lubuskim, w powiecie gorzowskim, w gminie Santok.

## Historia
Na terenie wsi odkryto pozostałości osady kultur ceramiki wstęgowej i sznurowej (neolit), a także cmentarzysko rzymskie. Wieś obecna powstała w latach 1735-1737, na gruntach Lipek Wielkich. Neogotycki kościół powstał w 1907 – zastąpił wcześniejszą świątynię szachulcową.
W latach 1975–1998 miejscowość administracyjnie należała do województwa gorzowskiego.

## Zabytki i osobliwości
- kościół św. Stanisława Kostki,
- gospodarstwo nr 6 - z około 1900,
- wiąz szypułkowy - obwód 430 cm,

- dąb szypułkowy - obwód 730 cm z okazałą dziuplą (pomnik przyrody)[5].